# Ralph Spotts
Ralph Lewis Spotts (* 14. Juni 1875 in Canton; † 17. April 1924 in New York City) war ein US-amerikanischer Sportschütze.

## Erfolge
Ralph Spotts nahm an den Olympischen Spielen 1912 in Stockholm im Trap teil. Im Mannschaftswettbewerb belegte er mit der US-amerikanischen Mannschaft vor Großbritannien und Deutschland den ersten Platz. Mit insgesamt 532 Punkten und damit 21 Punkten Vorsprung hatten sich die Amerikaner, deren Team neben Spotts noch aus Charles Billings, James Graham, John Hendrickson, Edward Gleason und Frank Hall bestand, die Goldmedaille gesichert. Spotts war mit 90 Punkten der drittbeste Schütze der Mannschaft. In der Einzelkonkurrenz belegte er mit 87 Punkten den neunten Platz.
Spotts war Immobilienmakler.